# José Carlos Mário Bornancini
José Carlos Mário Bornancini (Caxias do Sul, 1923 — Porto Alegre, 24 de janeiro de 2008) foi um designer industrial brasileiro.
Formou-se em engenharia civil pela Universidade Federal do Rio Grande do Sul (UFRGS) aos 23 anos. Seus projetos de design mais conhecidos foram realizados em parceria com o arquiteto Nelson Ivan Petzold, sempre em Porto Alegre no Rio Grande do Sul.
Faleceu aos 85 anos de idade.

## Obra
O trabalho de Bornancini está fortemente vinculado ao uso de novas tecnologias industriais. Com o parceiro Petzold, desenvolveu mais de 200 produtos, em diversos segmentos da indústria: computadores, maquinário agrícola, móveis, brinquedos, armas, interiores de elevadores e utensílios domésticos.
Entre seus produtos mais conhecidos, estão a tesoura Mundial Multiuse e a linha Ponto Vermelho, máquinas agrícolas para a Massey Fergusson e as facas Mundial Laser (1983). Os talheres Camping, feitos para a Hercules, fazem parte da coleção permanente do MoMA de Nova Iorque desde 1973. Em 1968 desenvolvem as primeiras cozinhas moduladas do Brasil para a empresa Todeschini, fato este que torna a marca conhecida nacionalmente em outro segmento diferente dos acordões. A garrafa térmica R-Evolution (1999) da Termolar evita respingos na hora de servir. A tesoura Softy (1989) utiliza anéis macios de elastômero para um uso mais confortável. Vários dos seus produtos possuem patentes internacionais.

## Reconhecimento
Em sua homenagem foi instituído em 2006 pela Associação dos Profissionais em Design do Rio Grande do Sul, o Prêmio Nacional Bornancini de Design, voltado aos profissionais e estudantes da área de design.